# 勞倫特小油鯰
勞倫特小油鯰，為輻鰭魚綱鯰形目鼬鯰科的其中一種，為熱帶淡水魚，分布於南美洲巴西聖弗朗西斯科河流域，體長可達7.1公分，棲息在底層水域，生活習性不明。

## 扩展阅读
維基物種上的相關：勞倫特小油鯰